# 戰火孤雛
〈戰火孤雛〉（英語：The Empty Child）是英國科幻電視劇《異世奇人》系列1的第9集，2005年5月21日在BBC One頻道首播。本劇的編劇為史蒂芬·莫法特，他在2010年拉塞爾·T·戴維斯離開劇組後出任劇集的總編劇和執行製片人。占士·夏維斯擔當此集的導演。演員方面，除了常設的基斯杜化·艾克斯頓飾演博士和比莉·派佩飾演羅斯·泰勒外，兒童演員阿爾伯特·瓦倫丁所演的傑米、佛羅倫斯·賀殊喬飾的南希，以及約翰·巴洛曼扮演的傑克·夏尼斯隊長也是主角。
這集講述博士和泰勒來到1941年倫敦大轟炸之際。在這兒，他們遇到一個戴著防毒面具，並且不斷問人是否其母的孩子，其餘的劇情則在下一集〈博士之舞〉交代。此集是傑克首次於《異世奇人》中登場，此後他不時在劇集出現，並成為了《火炬木小組》的主角。這集在首播時英國共有711萬收看，劇集除得到影評家的讚賞外，還贏得2006年的雨果獎最佳戲劇表現：短劇獎。

## 劇情
博士和泰勒在乘坐TARDIS在太空漫遊。這時，博士發現一個奇怪的圓柱急速地飛住地球，穿越時間軌跡。博士認為這神秘柱體是危險品，會對地球不利，於是跟隨圓柱飛行。TARDIS登陸後，博士察覺到他們身處1941年的倫敦，但看不到那圓柱。此時，TARDIS的電話響起，博士深感意外，打算接聽，卻被名為南希的少女勸阻，這令博士更感好奇。一聽之下，只聞一男童不斷問他是否其母親（are you my mummy），博士感到費解。
回頭一看，卻發現南希早已不見人影。同時，泰勒在博士不為意的時候四處亂走，看到一戴著防毒面具的孩子危站在天台。泰勒試圖救他，故爬上一條繩子。然而，這條繩子忽然升高。原來，她拿著的是防空氣球的組件。有見泰勒不見了，博士四處找人，卻在一屋子中發現南希。這時，危站在天台的男孩試圖走進屋子，南希大驚，又請求博士不可撞他，否則就會變得跟他一樣。博士認為南希一定知道箇中原因，故不斷追問。可是，她只說那男孩與常人不同，因他是「空無一物」的。另一邊廂，被繩子吊在半空的泰勒被英國皇家空軍軍官、來自51世紀的傑克·夏尼斯隊長的飛船救起，後者知道泰勒是來自21世紀，並認識博士。因此，傑克請求泰勒幫他找一個外表如同圓柱，實際名為Chula的太空救援船。
回到博士那邊，他認為男孩一直對南希窮追不捨必有原因，又相信男孩的異變這與圓柱墜落有關。一問之下，方才南希口中得悉那圓柱已被英軍嚴加看管，而且倫敦不止那男孩出現了問題。隨後，博士來到一間醫院，赫然發現這兒所有的病人都和那男孩一樣戴著防毒面具，而且傷處是一模一樣的，主診醫生康斯坦丁指醫院最初接收到了一名因大轟炸而重傷，名字為傑米的男童，負責照料男童的醫護人員不久後受感染而在外表上變得跟男童一樣﹔在不足一星期內，醫院內的所有人均患上這怪病。康斯坦丁請博士定必要找到傑米的姐姐南希，因他相信這少女在隱瞞什麼。語畢，康斯坦丁則變得跟所有病人一樣，都戴著防毒面具。
這時，傑克通過未來科技找到博士，前者稱圓柱是他偷來的，目的僅為引起博士的注意，以一睹其廬山真面目。博士聞之，大憤，痛斥人類就被傑克這白痴害死。另一方面，傑米繼續追逐南希，又無間斷地問她是否其母。同時，在醫院的病人全都醒來，並且包圍博人等人，重覆傑米的問題。這集至終結束，餘下的情節在《博士之舞》播出。

### 前後連接
由約翰·巴洛曼飾演的傑克·夏尼斯隊長於這集首次登場，隨後他更擔當《異世奇人》衍生劇《火炬木小組》的主角。在〈隨機應變〉一集透露，傑克在1941年1月21日失蹤，故可推論〈戰火孤雛〉的是發生在同一個月份。紀錄片《異世奇人解密》則提到傑克是一個來自51世紀的時間特工（Time Agent）。舊版《異世奇人》的其中一集〈蔣翁的爪子〉講到劇中的反派馬格努斯·格里爾本是51世紀的戰爭逃犯，因害怕時間特工的追捕而逃離到維多利亞時代。傑克在本集播出以後還偶發的在《異世奇人》出現，包括〈重新機會〉、〈玩串真人Show〉、〈背水一戰〉、〈時之終結〉等。同時，他也在《異世奇人》的三部衍生小說——《食黃蜂的人》、《交易將來》和《激情化學》出場。
此外，此集提到TARDIS飛進時間軌跡，而事實上，早在1965年，由第一任博士主演的〈太空博物館〉已有同類的劇情。另外，劇中常見的防毒面具在《灰色天空》一集再度出現。當時，地球的空氣被外星人污染，博士被要求戴上防毒面具時，他問旁人是否其母的對白正是取材於本集。另一方面，博士在本集自稱為約翰·史密夫（John Smith），此化名早見於1968年的〈太空之輪〉。其後，博士還不時使用該化名。博士到訪的阿爾比恩醫院也在〈撞毀大笨鐘〉出現過，而康斯坦丁醫生說在戰前，他是一名祖父和父親，現正他除了是醫生外，什麼都不是，博士指他能體會其感受，所指的是他的孫女死在時間戰爭。

## 製作
本集的取景地點包括巴里旅遊鐵路和巴里島。康斯坦丁醫生在感染後變形而發出的聲音因「太恐怖」而被刪去。雖然如此，那段聲音還是在DVD版本得到保存。另一方面，為免造成如〈撞毀大笨鐘〉／〈世界末日〉合集般透露過多的劇情，影響收視，劇組特意把〈戰火孤雛〉和〈博士之舞〉的預告片一分為二。

## 反響和獎項
〈戰火孤雛〉2005年5月21日在英國BBC One頻道首播。劇集播出後，收視報告指英國當晚有660萬人通過電視收看這集，收視率為34.9% 。在隨後發佈的報告更指，收視人數實為711萬人。
雜誌《SFX》認為這集的「一切都做得很好」，特別是莫法特所寫的劇本。在2012年，該雜誌重評此集，更指傑米的形象完美示範何為「令人毛骨悚然的孩子」 。《Digital Spy》的戴克·賀根坦言對傑克沒有好感，但不得不承認此集與〈博士之舞〉一樣恐怖，而且都是《異世奇人》中最棒的。《Now Playing》給這集的分數為B，稱劇情結實，唯美中不足的是雜誌未有對傑克留下印象。
《異世奇人雜誌》在2009年發表一項選舉，讓讀者選出歷年來最出色的一集。結果，〈戰火孤雛〉／〈博士之舞〉合集位列第5。2014年，該官方雜誌再次進行同樣的選舉。這次，劇集排名第7。2008年，《每日電訊報》選出10集最好看的《異世奇人》劇集，這集取得第4名。2011年，《哈芬登郵報》在系列6播出前選出5部適合新觀眾觀看的劇集，〈戰火孤雛〉／〈博士之舞〉合集就是其中之一。同時，合集還贏得2006年的雨果獎最佳戲劇表現：短劇獎
。

## 資料來源
1. ↑  . . 第1系列. 第9集. 21 May 2005. BBC. BBC Three.
2. ↑  "5 Brilliant Doctor Who References In Doctor Who" （页面存档备份，存于） Whatculture.com
3. ↑  "Doctor Who: The Empty Child (1)" （页面存档备份，存于） Douxreviews.com
4. ↑  . BBC.   [2010-05-30]. （原始内容存档于2016-01-10）.
5. ↑  . . 第1系列. 第10集. 28 May 2005. BBC. BBC Three.
6. ↑  . BBC. 2005-05-18  [2013-08-25]. （原始内容存档于2021-01-26）.
7. ↑  . . 第2系列. 第2集. 22 April 2006. BBC. BBC Three.
8. ↑  . Outpost Gallifrey. 2005-05-28  [2013-12-07]. （原始内容存档于2005年5月29日）.
9. ↑  Russell, Gary. . London: BBC Books. 2006: 139. ISBN 978-0-563-48649-7.
10. ↑  . SFX. 2005-05-28  [2012-04-28]. （原始内容存档于2006年5月27日）.
11. ↑  Golder, Dave. . SFX. 2012-12-12  [2012-12-15]. （原始内容存档于2012-12-15）.
12. ↑  Hogan, Dek. . Digital Spy. 2005-05-22  [2012-04-28]. （原始内容存档于2015-09-23）.
13. ↑  Blumburg, Arnold T. . Now Playing. 2005-05-25  [2013-01-21]. （原始内容存档于2005年5月29日）.
14. ↑  Haines, Lester. . The Register. 2009-09-17  [2011-08-09]. （原始内容存档于2020-05-13）.
15. ↑  . Doctor Who Magazine. 2014-06-21  [2014-08-21]. （原始内容存档于2019-12-06）.
16. ↑  . The Daily Telegraph. 2008-07-02  [2012-02-11]. （原始内容存档于2020-05-13）.
17. ↑  Lawson, Catherine. . The Huffington Post. 2011-08-09  [2012-02-12]. （原始内容存档于2013-05-25）.
18. ↑  . Locus Online. 2006-08-26  [2006-08-27]. （原始内容存档于2006-09-03）.

## 外部連結
- "The Empty Child" 在 BBC《異世奇人》的主頁
- "The Empty Child" / "The Doctor Dances" 在 異世奇人: 時間（旅行）簡史
- "The Empty Child" / "The Doctor Dances" 在 異世奇人參考導覽
- Doctor Who Confidential （页面存档备份，存于） — Episode 9: Special Effects
- "Are you my mummy?" （页面存档备份，存于） — Episode trailer for "The Empty Child"
- 互联网电影数据库上戰火孤雛的资料（英文）